# Ronaldinho
Ronaldo de Assis Moreira (n. 21 martie 1980, Porto Alegre, Rio Grande do Sul, Brazilia), cunoscut mai mult ca Ronaldinho sau Ronaldinho Gaúcho, este un fost fotbalist brazilian care a jucat pe postul de mijlocaș sau atacant. Din septembrie 2015 este ambasadorul clubului FC Barcelona. El a câștigat premiul Jucătorul Anului FIFA în 2004 și 2005. Renumit pentru tehnica, șuturile, dribling-urile, depășirile și loviturile sale libere, Ronaldinho este considerat pe larg unul din cei mai buni fotbaliști din generația sa.
Ronaldinho în portugheză înseamnă „Ronaldo cel mic”. În Brazilia este cunoscut după porecla „Gaúcho” pentru a-l deosebi de Ronaldo, care deja era denumit „Ronaldinho” în Brazilia. Ronaldo și-a păstrat primul nume după mutarea în Europa, permițându-i astfel lui Ronaldinho să renunțe la „Gaúcho” și să rămână simplu Ronaldinho.
Ronaldinho a jucat 97 de meciuri, marcând 25 de goluri pentru echipa națională de fotbal a Braziliei. El a făcut parte din lotul Braziliei la Campionatul Mondial de Fotbal 2002, formând trioul de atac alături de Ronaldo și Rivaldo. Atunci a devenit campion mondial și a fost inclus în FIFA World Cup All-Star Team.
La nivel de club, Ronaldinho a jucat la Grêmio, Paris Saint-Germain, FC Barcelona, AC Milan, Flamengo și Atlético Mineiro. Cu Barcelona el a câștigat UEFA Champions League în 2006 și Balonul de Aur în 2005. A devenit cetățean al Spaniei în ianuarie 2007. Ronaldinho a fost inclus în FIFA 100, lista celor mai buni fotbaliști în viață redactată de Pelé, dar și în FIFPro World XI între 2005–2007.

## Biografie și viața personală
Ronaldinho s-a nǎscut în Porto Alegre, capitala statului Brazilian Rio Grande do Sul. Mama lui, Dona Miguelina, este o fostă vânzătoare care s-a pregătit să devină asistentă medicală. Tatăl lui, João, a fost un lucrător naval dar și fotbalist la o echipă locală Esporte Clube Cruzeiro (a nu se confunda cu Cruzeiro EC). A suferit un atac de cord fatal în piscina familiei atunci când Ronaldinho avea opt ani. După ce fratele său mai mare  Roberto a semnat un contract cu Grêmio, familia s-a mutat într-un cartier mai bogat al Porto Alegre, care a fost un cadou de la club pentru a-l convinge pe fratele său să rămână. Cariera lui Roberto a încetat foarte repede din cauza unei accidentări.
Calitățile lui Ronaldinho au înflorit de la o vârstă fragedă el fiind poreclit Ronaldinho deoarece adesea el era cel mai mic și cel mai tânăr jucător în meciurile de tineret ale clubului.
El a dezvoltat un interes pentru futsal și fotbal pe plajǎ care mai târziu s-a extins la fotbalul organizat. Prima oară când a intrat în contact cu presa a fost la vârsta de treisprezece ani când a marcat 23 de goluri într-o victorie 23-0 împotriva unei echipe locale. Ronaldinho a  fost descoperit ca fiind o stea în ascensiune la Campionatul Mondial de Tineret U-17  desfășurat în Egipt când a marcat două goluri din penalty.
Astăzi, fratele lui, Roberto îi este manager, sora lui, Deisi fiind cea care se ocupă de relația cu presa. Ronaldinho a devenit tată pe 25 februarie 2005 când o dansatoare braziliancă Janaína Mendes a dat naștere fiului lor, care a fost numit João după tatăl său.

## Cariera de club
Cariera lui Ronaldinho a început cu echipa de tineret a lui Grêmio, sub conducerea lui Liam Higgins. Și-a făcut debutul ca profesionist în timpul Copa Libertadores în anul 1998. În 2001, Arsenal și-a exprimat interesul pentru el, dar totul a căzut atunci când nu a putut obține un permis de muncă în Marea Britanie. El a luat în considerare să joace ca împrumutat în Prima Ligă Scoțiană la clubul St. Mirren, dar nici asta nu s-a mai întâmplat deoarece el a fost implicat într-un scandal fals al pașapoartelor în Brazilia. În 2001, Ronaldinho a semnat un contract pe cinci ani cu gruparea francezǎ Paris Saint-Germain.
În timpul sezonului 2000-2001, Luis Fernández, managerul echipei Paris Saint-Germain s-a plâns că Ronaldinho era mai mult preocupat de viața nocturnă pariziană decât de fotbal, iar vacanțele sale în Brazilia se prelungeau întotdeuna peste program. În 2003, la mai puțin de doi ani după ce s-a transferat la PSG, el a spus foarte clar că vrea să plece deoarece echipa nu se calificase în nici o competiție europeană.

### Paris Saint-Germain
În 2001, Ronaldinho semnează un contract pe cinci ani cu gruparea franceză Paris Saint-Germain pentru 5 milioane de euro. La sosirea sa în Paris, i s-a dat tricoul cu numărul 21 și a fost introdus într-o linie care i-a inclus pe colegul său brazilian Aloisio și mijlocașii Mikel Arteta și Jay-Jay Okocha.Ronaldinho a debutat pentru Paris Saint-Germain pe 4 august 2001 apărând ca un substitut într-o remiză 1-1 cu Auxerre.

### FC Barcelona
În primă instanță, președintele Barcelonei Juan Laporta a promis că îl va aduce la club pe David Beckham, dar în urma transferului său la Real Madrid, Barcelona a intrat în cursă pentru transferul lui Ronaldinho alături de Manchester United câștigând semnătura lui. Și-a făcut debutul pentru club într-un meci amical împotriva lui AC Milan în Washington DC pe RFK Stadium, înscriind un gol în victoria cu 2-0. După ce a suferit o accidentare în a doua parte a campionatului, el s-a reîntors în a doua parte ajutând-o pe Barcelona să termine a doua în campionat.
Ronaldinho a câștigat primul titlu în campionatul spaniol în sezonul 2005-2006, și a fost numit Jucătorul anului pe 20 decembrie 2004. În 2005, Ronaldinho a primit a doua oară trofeul FIFA World Player of the Year, învingându-l pe Frank Lampard jucătorul lui Chelsea, dar și pe colegul său de la Barcelona Samuel Eto'o. Pe 8 martie 2005, Barcelona a fost eliminată din UEFA Champions League de Chelsea în prima rundă eliminatorie,  Ronaldinho înscriind două goluri în meciul pierdut cu 4-2.
Cu contractul său care expira în 2008, i-a fost făcută o ofertă de prelungire până în 2014 , dar a refuzat-o. În septembrie 2005, și-a prelungit contractul pe doi ani cu o clauză de reziliere de 85 de milioane de lire.

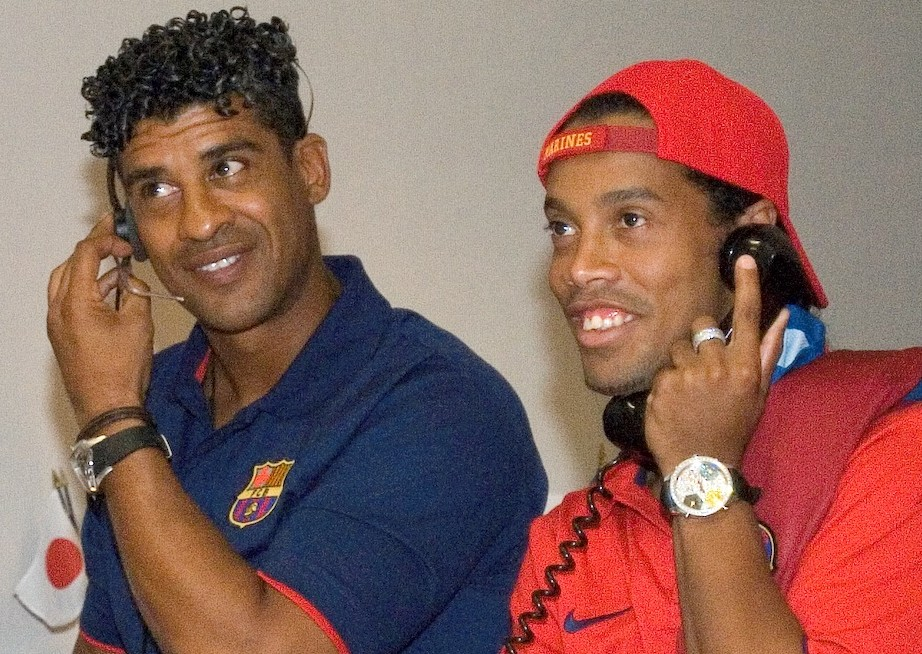
Ronaldinho cu Frank Rijkaard la Centrul Spațial Johnson, NASA.

La finalul sezonului 2004-2005, a început să acumuleze o mulțime de trofee personale. A câștigat trofeul inagural Jucătorul anului în sezonul 2005, pe lângă faptul că a fost inclus în echipa anului și că a fost numit jucătorul european al anului. În același an a adăugat la colecția sa trofeul Jucătorul anului cu 956 de puncte, cu mai mult de triplu (306) față de următorul clasat Frank Lampard. Pe 19 noiembrie a înscris de două ori în meciul câștigat de Barcelona în El Clásico cu Real Madrid. După ce a închis meciul cu al doilea gol el a primit aplauze de la fanii lui Real Madrid.
Ronaldinho a fost ales pentru al treilea an la rând în echipa UEFA a anului în ianuarie 2006, el contribuind cu un gol la eliminarea echipei portugheze 
Benfica din sferturile de finală ale UEFA Champion League, în victoria cu 2-0 de acasă. După ce au trecut de Milan în semifinale ei au ajuns să joace finala UEFA Champions League câștigând-o pe 17 mai 2006 învingând echipa engleză Arsenal cu 2-1. Două săptămâni mai devreme Barcelona a câștigat al doilea titlu consecutiv în La liga cu o victorie 1-0 în fața Celta Vigo, oferindu-i lui Ronaldinho prima dublă din carieră. A terminat sezonul cu 26 de goluri înscrise în toate competițiile fiind numit jucătorul Champions League al anului.
Pe 25 noiembrie 2006, Ronaldinho a înscris al 15-lea gol al carierei în campionat împotriva echipei Villarreal, mai târziu înscriind un gol din foarfecă. El a spus presei că golul înscris mai târziu a fost un gol pe care visa să îl înscrie încă din copilărie. 
El a înscris o dată și a dat alte două pase de gol în victoria cu 4-0 în fața echipei mexicane Club América, pe 14 decembrie, dar Barcelona a fost învinsă în finală cu 1-0 de gruparea braziliană Internacional. Ronaldinho a primit trofeul Balonul de bronz al competiției.
În următoarea zi Ronaldinho a terminat al treilea în cursa pentru jucătorul anului 2006 FIFA după Fabio Cannavaro și Zinédine Zidane. 
Ronaldinho a fost inclus în echipa UEFA a anului pentru a treia oară la rând în ianuarie 2007, primind cele mai multe voturi peste 290.000. A fost forțat sǎ lipsească de la un meci de caritate pe 13 martie din cauza unei accidentări care a suferit-o în timpul meciului cu Real Madrid încheiat la egalitate 3-3.

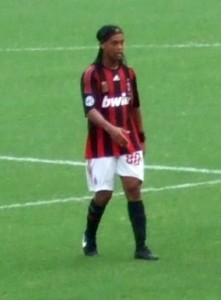
Ronaldinho jucând pentru Milan

A jucat al 200-lea meci al carierei pentru Barcelona într-un meci din campionat împotriva Osasunei pe 3 februarie 2008. Oricum, în sezonul 07-08 pe total a fost stricată de accidentări, și o ruptură de mușchi care i-a încheiat sezonul prematur. On 19 mai, Laporta stated that Ronaldinho needed a "new challenge," claiming that he needed a new club if he were to revive his career. Propietarul echipei Manchester City, Thaksin Shinawatra, a confirmat pe 6 iunie că este interesat să îl cumpere.
Ronaldinho și colegul său de la Barcelona Lionel Messi au strâns fiecare câte o echipă cu care au jucat un meci demonstrativ antirasism în Venezuela pe 28 iunie, care s-a încheiat egal 7-7. Ronaldinho a încheiat meciul cu  două goluri marcate și două pase de gol în ceea ce avea să fie ultimul meci în tricoul Barcelonei.

### Milan
Ronaldinho a refuzat o ofertă de 25,5 de milioane de lire de la Manchester City pentru a se alătura grupării italiene AC Milan semnând un contract pe 3 ani după ce a fost cumpărat cu 21 milioane de euro de la Barcelona. Cu numărul 10 ocupat deja de colegul Clarence Seedorf, a ales 80 ca număr pe tricou pentru că 1980 era anul în care s-a născut.
Ronaldinho a înscris primul gol pentru Milan în derby-ul Milanului într-o victorie 1-0 împotriva echipei Internazionale pe 28 septembrie 2008, apoi a înscris prima dublă din campionat împotriva Sampdoriei pe 19 octombrie 2008. Apoi a înscris golul victoriei în minutul 93 în meciul cu Braga în Cupa UEFA într-un meci din grupă pe 6 noiembrie.
A terminat primul sezon la Milan cu 10 goluri marcate în 32 de meciuri jucate în toate competițiile. După un început bun de sezon, Ronaldinho se lupta cu forma fizică precară, el fiind de multe ori introdus în teren pe finalul meciurilor pentru a încheia un sezon dezamăgitor pentru prima Milan.
Al doilea sezon nu a început chiar așa bine, deși a fost titular în aproape toate meciurile înainte de a se găsi din nou pe banca de rezerve. După o vreme Ronaldinho și-a redescoperit forma și a fost fără îndoială cel mai bun jucător al celor de la Milan în acest sezon. Și-a schimbat postul în teren din mijlocaș ofensiv devenind mijlocaș de bandă stângă, o poziție mult mai familiară lui.
Pe 10 ianuarie 2010, Ronaldinho a marcat două goluri într-un meci cu Juventus, asigurând o victorie cu 3-0 pentru rossoneri. În următorul meci împotriva celor de la Siena pe 17 ianuarie 2010, Ronaldinho a marcat primul hat-trick pentru Milan.
Pe 16 februarie, Ronaldinho a jucat primul meci împotriva celor de la Manchester United într-un meci de Liga Campionilor. El a marcat la începutul meciului pentru Milan. Milan a pierdut meciul cu 3-2, cu un gol de la Paul Scholes și două goluri de la Wayne Rooney.

### Flamengo

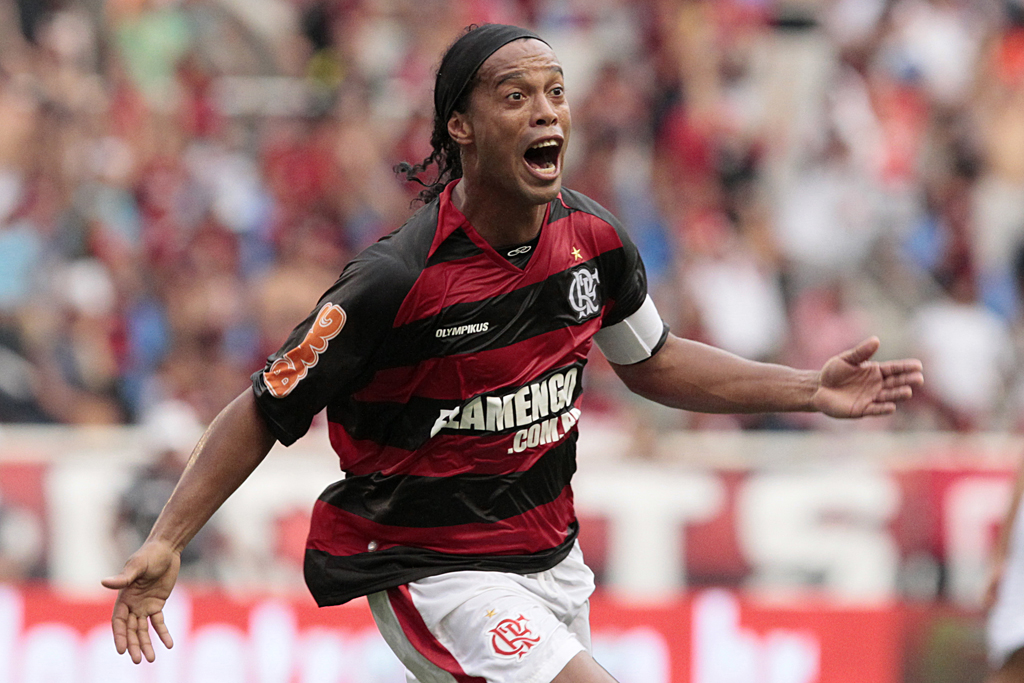
Ronaldinho la Flamengo în februarie 2011

La 11 ianuarie 2011, Ronaldinho a semnat un contract cu Flamengo valabil pe trei ani.
Pe 31 mai 2012, după ce a lipsit de la antrenamente, a dat în judecată clubul Flamengo pentru că n u a fost plătit timp de patru luni, reziliindu-și contractul.

### Atlético Mineiro
A debutat în campionat la 9 iunie 2012, fiind integralist într-un meci cu Palmeiras.

### Querétaro
După ce a devenit liber de contract, a semnat un contract de doi ani cu clubul mexican Querétaro pe 5 septembrie 2014.

### Fluminense
La 11 iulie 2015, Ronaldinho a semnat cu Fluminense.

## Cariera internațională

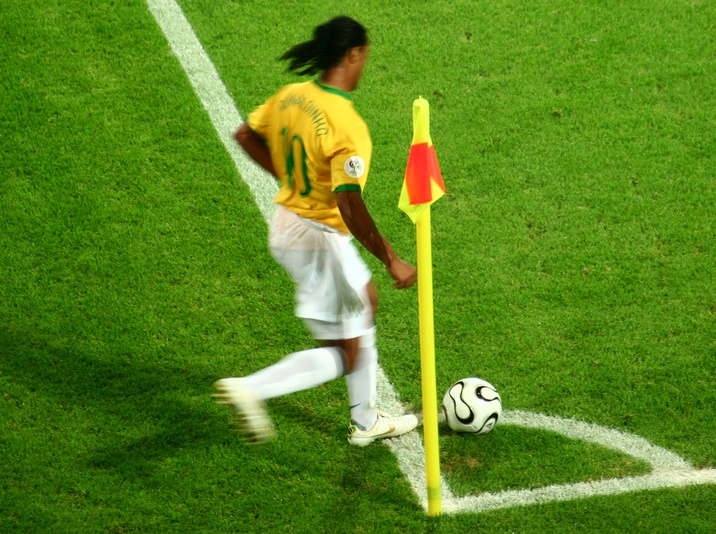
Ronaldinho executând un corner în timpul Campionatul Mondial de Fotbal din 2006

Ronaldinho este unul dintre puținii jucători brazilieni care au trecut pe la toate nivelele de vârstă la națională. A făcut parte din prima echipă a Braziliei care a câștigat  Campionatul Mondial de Tineret U-17 din 1997 în care primul gol marcat a fost din penalty împotriva Austriei în primul meci din grupă, pe care Brazilia l-a câștigat cu 7-0. Ronaldinho a terminat cu două goluri înscrise și a primit Balonul de bronz, Brazilia marcând 21 de goluri și au primit numai două.

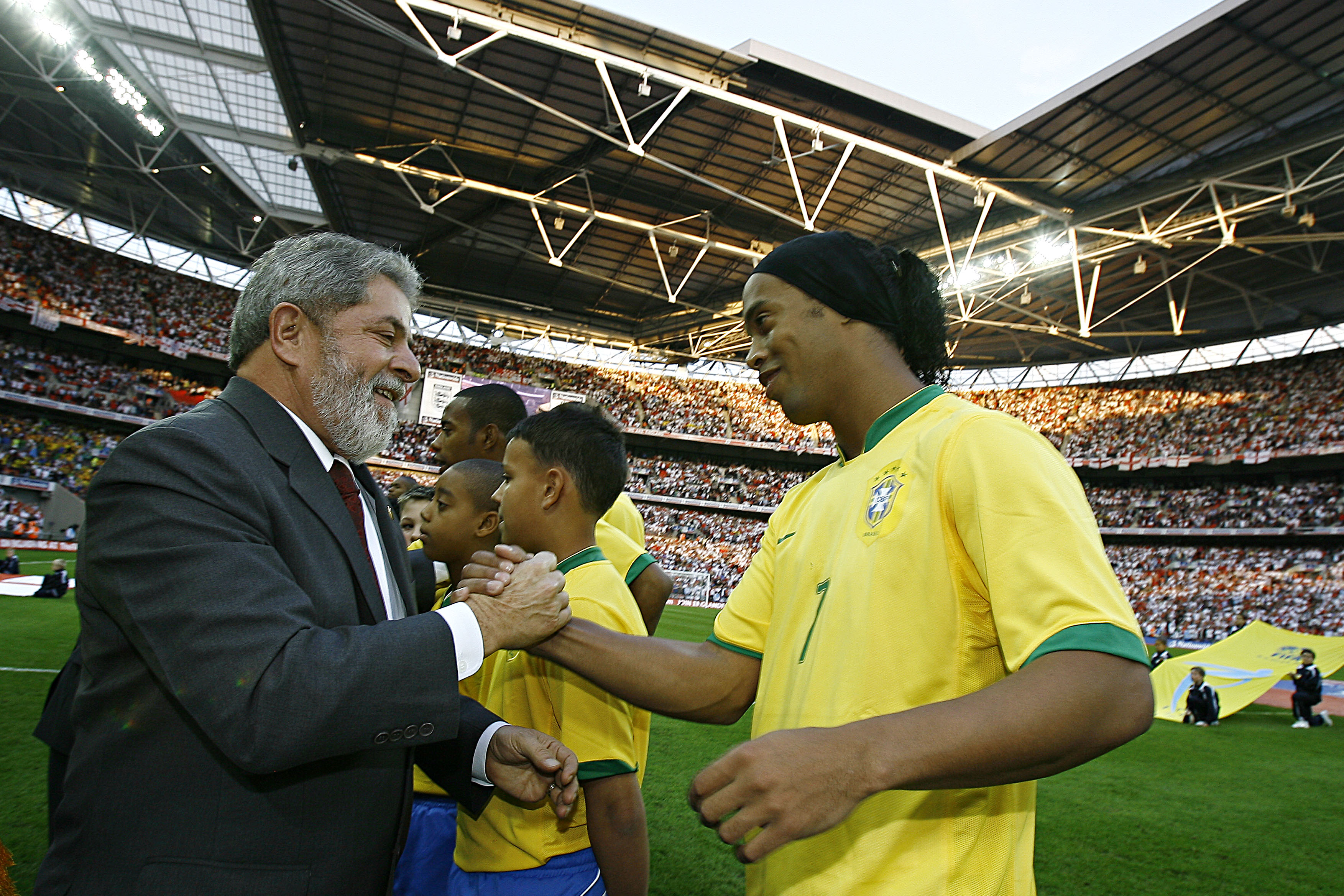
Ronaldinho cu Președintele Braziliei Lula

Pentru cariera internațională anul 1999 a fost unul plin de evenimente pentru Ronaldinho. A luat parte la Campionatul Mondial de Tineret 1999, înscriind primul gol în ultimul meci al Braziliei din grupe. În 16-zecimi două goluri în prima reprizâ în victoria 4-0 împotriva Croația, și a terminat cu trei goluri după ce Brazilia a fost eliminată de Uruguay în sferturile de finală. Pe 26 iunie, cu trei zile înainte de a începe Copa America el a fost convocat pentru prima oară la echipa mare a Braziliei într-o victorie cu 3-0 în fața Letoniei și a înscris un gol în timpul campaniei victorioase a Braziliei la Copa America. După o săptămână de la Copa America el a fost chemat la Cupa Confederațiilor FIFA 1999 unde a marcat în fiecare meci în afară de finală, incluzând un hat-trick împotriva Arabiei Saudite. Ronaldinho nu a înscris în finală, pe care Brazilia a pierdut-o cu 4-3 în fața Mexicului. A câștigat Balonul de Aur al competiției fiind considerat cel mai bun jucător la fel ca și Gheata de Aur pentru cel mai bun marcator.
În 2000, Ronaldinho a participat la Olimpiada de vară de la Sydney cu Brazilia U-23. Oricum Brazilia a fost eliminată în sferturi de Camerun, care mai târziu a câștigat medalia de aur. Ronaldinho a jucat de patru ori și a înscris un gol în înfrângerea cu Camerun.
Ronaldinho a participat la prima Cupă Mondială în 2002, alături de Ronaldo și Rivaldo formând o ofensivă de temut, ei făcând parte și din echipa câștigătoare a Copa America în 1999. A jucat în cinci meciuri și a marcat două goluri. Primul gol a fost marcat în meciul din faza grupelor împotriva Chinei, pe care Brazilia l-a câștigat cu 4-0. Al doilea gol a fost unul decisiv marcat în sferturi împotriva Angliei. În minutul 50 Ronaldinho a executat o lovitură liberă de la 35 de metri învingându-l pe portarul Angliei David Seaman și aducând-o pe Brazilia în avantaj 2-1. Oricum, șapte minute mai târziu, el a fost eliminat pentru un fault comis la adresa fundașului englez Danny Mills. A fost suspendat pentru semifinală, dar s-a reîntors în finala pe care Brazilia a câștigat-o cu 2-0 în fața Germaniei. Astfel Brazilia a câștigat a cincea Cupă Mondială.

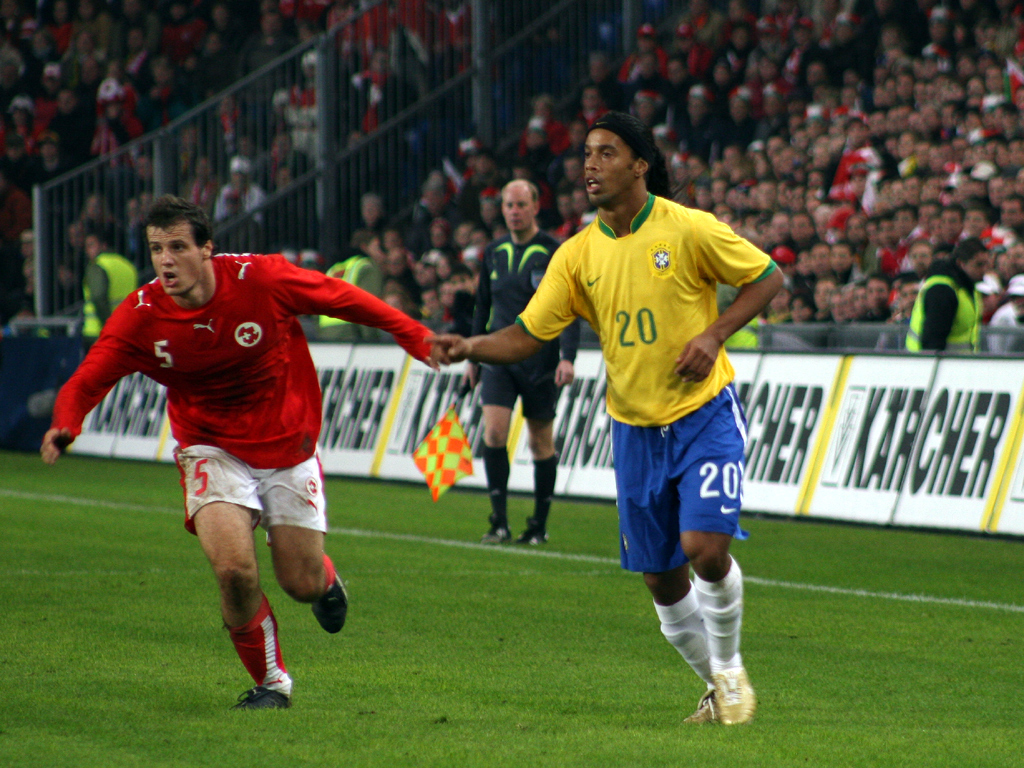
Ronaldinho împotriva lui Margairaz

Următorul turneu internațional a lui Ronaldinho a fost Cupa Confederațiilor din 2003. Oricum, Ronaldinho nu a reușit să înscrie nici un gol deoarece Brazilia a jucat slab și a fost eliminată încă din faza grupelor. În anul următor, el nu a mai fost chemat la națională la Copa America în 2004 antrenorul
Carlos Alberto Parreira lăsând acasă vedetele și formând o echipă în mare parte din rezerve.
A condus Brazilia spre a doua Cupă a Confederațiilor în 2005 și a fost numit Omul Meciului în victoria 4-1 împotriva rivalei eterne Argentina în finala de pe 29 iunie. Ronaldinho a înscris trei goluri în acest turneu la egalitate cu Cuauhtémoc Blanco în topul golgheterilor de la Cupa Confederațiilor cu nouă goluri.

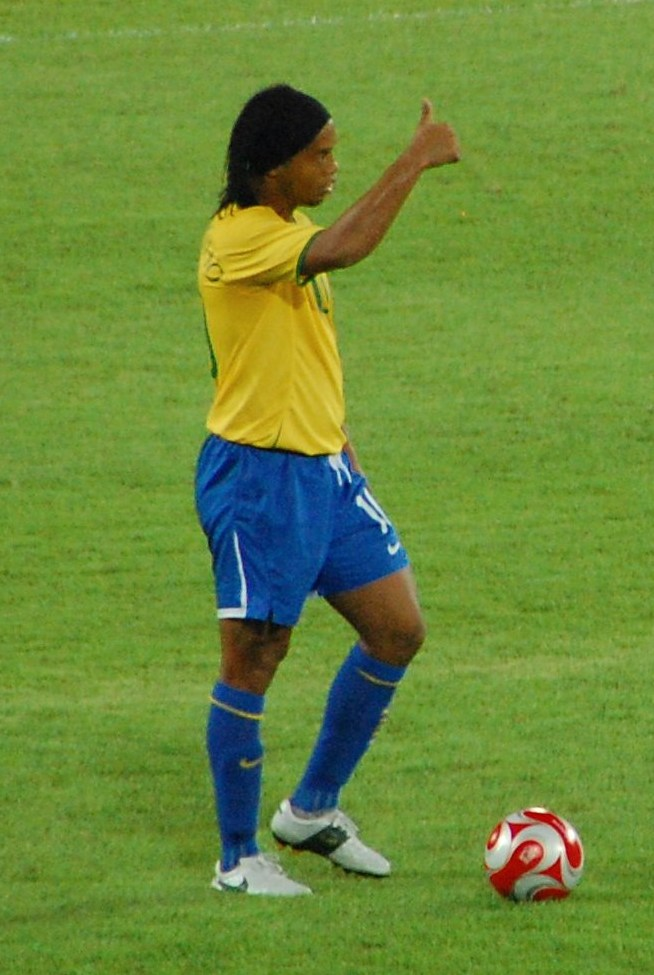
Ronaldinho la Jocurile Olimpice de vară din 2008

Ronaldinho a început toate cele cinci meciuri ale Braziliei la Campionatul Mondial de Fotbal 2006 ca parte a mult mediatizatului „careu de ași”
alături de Adriano, Ronaldo și Kaká. Oricum, Brazilia a terminat cu cinci goluri marcate din partea celor patru, dezamăgind per total. Pentru Ronaldinho acesta a fost cel mai slab turneu internațional din cariera sa acesta oferind numai o pasă de gol lui Gilberto într-o victorie cu 4-1 în fața Japoniei într-un meci din grupă. Acest lucru nu a contat deoarece Brazilia a fost eliminată de Franța în sferturi fiind învinsă cu 1-0, Brazilia în acel meci șutând o singură dată pe poartă.
La întoarcerea acasă echipa a fost aspru criticată de către fani și presă. Pe 3 iulie, la două zile după eliminarea Braziliei a fost distrusă statuia lui Ronaldinho din orașul Chapecó. Statuia a fost ridicată în 2004 pentru a cinsti primul trofeu de Jucător al Anului.
În aceiași zi, Ronaldinho s-a întors acasă alături de Adriano unde au ținut o petrecere la el acasă, care a fost continuată până în zori la un club de noapte. Acest lucru a tensionat și mai mult relațiile cu fanii care credeau că au fost trădați prin lipsa de efort a echipei.
Pe 24 martie 2007, a marcat de două ori în victoria cu 4-0 împotriva echipei naționale de fotbal a Chile, astfel marcând primul gol de la Cupa Confederațiilor din 2005 încheind perioada fără gol. Nu a fost chemat la Copa America 2007 după ce a rugat să fie învoit de la națională din cauza oboselii. Pe 18 octombrie, el a fost ținut pe banca de rezerve după ce s-a întors cu întârziere în Spania după victoria Braziliei cu 5-0 într-un amical cu Ecuadorul. El cu mai mulți jucători  brazilieni au petrecut până dimineața într-un club din Rio de Janeiro. Ronaldinho a plecat a doua zi de dimineață în portbagajul unei mașini pentru a evita presa.
Pe 7 iulie 2008, Ronaldinho a fost unul dintre jucătorii care au fost special chemați să joace la Olimpiada de vară 2008 de la Beijing. Barcelona inițial nu l-a lăsat să meargă din cauza meciurilor care urmau în Champions League, dar în urma transferului la AC Milan acestuia i-a fost permis să participe la Olimpiadă. Ronaldinho a înscris doar două goluri în meciul câștigat cu 5-0 în fața Noii Zeelande înainte ca Brazilia să fie eliminată în semifinale de Argentina. Brazilia a terminat turneul câștigând medalia de bronz învingând Belgia cu 3-0 în meciul pentru locul 3.
În ciuda faptului că a revenit la o formă bună și a fost trecut pe lista provizorie de 30 de jucători, care a fost trimisă la FIFA pe 11 mai 2010, el nu a fost trecut de antrenorul Dunga în lista finală de 23 de jucători pentru Campionatul Mondial de Fotbal 2010 din Africa de Sud, deși el își dorea acest lucru. Criticii au susținut că excluderea de jucători, cum ar fi: Ronaldinho, Alexandre Pato, Adriano și Ronaldo arată o îndepărtare de stilul de joc brazilian de atac clasic „Joga Bonito”.

## Statistica carierei

### Cariera de club
La 30 mai 2014.
| Club                | Sezon         | Campionat | Campionat | Campionat | Cupă    | Cupă   | Cupă | Continental | Continental | Continental | Altele  | Altele | Altele | Total   | Total  | Total |
| Club                | Sezon         | Meciuri   | Goluri    | Pase      | Meciuri | Goluri | Pase | Meciuri     | Goluri      | Pase        | Meciuri | Goluri | Pase   | Meciuri | Goluri | Pase  |
| ------------------- | ------------- | --------- | --------- | --------- | ------- | ------ | ---- | ----------- | ----------- | ----------- | ------- | ------ | ------ | ------- | ------ | ----- |
| Grêmio              | 1998          | 14        | 1         | 0         | 2       | 0      | 0    | 15          | 3           | 2           | 17      | 4      | –      | 48      | 8      | 2     |
| Grêmio              | 1999          | 17        | 6         | 0         | 3       | 0      | 0    | 4           | 2           | –           | 24      | 15     | –      | 48      | 23     | 0     |
| Grêmio              | 2000          | 21        | 14        | 0         | 6       | 6      | 0    | –           | –           | –           | 22      | 21     | –      | 49      | 41     | 0     |
| Grêmio              | Total         | 52        | 21        | 0         | 11      | 6      | 0    | 19          | 5           | 2           | 63      | 40     | –      | 145     | 72     | 2     |
| Paris Saint-Germain | 2001–02       | 28        | 9         | 8         | 6       | 2      | 0    | 14          | 2           | 2           | –       | –      | –      | 48      | 13     | 10    |
| Paris Saint-Germain | 2002–03       | 27        | 8         | 6         | 7       | 3      | 0    | 4           | 1           | 2           | –       | –      | –      | 38      | 12     | 8     |
| Paris Saint-Germain | Total         | 55        | 17        | 14        | 13      | 5      | 0    | 18          | 3           | 4           | –       | –      | –      | 86      | 25     | 18    |
| Barcelona           | 2003–04       | 32        | 15        | 11        | 6       | 3      | 1    | 7           | 4           | 2           | –       | –      | –      | 45      | 22     | 14    |
| Barcelona           | 2004–05       | 35        | 9         | 10        | 0       | 0      | 0    | 7           | 4           | 4           | –       | –      | –      | 42      | 13     | 14    |
| Barcelona           | 2005–06       | 29        | 17        | 15        | 2       | 1      | 1    | 12          | 7           | 6           | 2       | 1      | 1      | 45      | 26     | 23    |
| Barcelona           | 2006–07       | 32        | 21        | 8         | 4       | 0      | 1    | 11          | 3           | 3           | 2       | 0      | 2      | 49      | 24     | 14    |
| Barcelona           | 2007–08       | 17        | 8         | 2         | 1       | 0      | 0    | 8           | 1           | 2           | –       | –      | –      | 26      | 9      | 4     |
| Barcelona           | Total         | 145       | 70        | 46        | 13      | 4      | 3    | 45          | 19          | 17          | 4       | 1      | 3      | 207     | 94     | 69    |
| Milan               | 2008–09       | 29        | 8         | 6         | 1       | 0      | 1    | 6           | 2           | 1           | –       | –      | –      | 36      | 10     | 8     |
| Milan               | 2009–10       | 36        | 12        | 18        | 0       | 0      | 0    | 7           | 3           | 1           | –       | –      | –      | 43      | 15     | 19    |
| Milan               | 2010–11       | 11        | 0         | 3         | 0       | 0      | 0    | 5           | 1           | 1           | –       | –      | –      | 16      | 1      | 4     |
| Milan               | Total         | 76        | 19        | 26        | 1       | 0      | 1    | 18          | 6           | 3           | –       | –      | –      | 95      | 26     | 31    |
| Flamengo            | 2011          | 31        | 14        | 7         | 5       | 1      | 1    | 3           | 2           | 0           | 13      | 4      | –      | 52      | 21     | 8     |
| Flamengo            | 2012          | 2         | 1         | 0         | 0       | 0      | 0    | 8           | 2           | 6           | 9       | 4      | –      | 19      | 7      | 6     |
| Flamengo            | Total         | 33        | 15        | 7         | 5       | 1      | 1    | 11          | 4           | 6           | 22      | 8      | –      | 71      | 28     | 14    |
| Atlético Mineiro    | 2012          | 31        | 9         | 15        | 0       | 0      | 0    | –           | –           | –           | –       | –      | –      | 31      | 9      | 15    |
| Atlético Mineiro    | 2013          | 14        | 8         | 2         | 2       | 0      | 2    | 14          | 6           | 7           | 6       | 4      | –      | 36      | 18     | 11    |
| Atlético Mineiro    | 2014          | 2         | 0         | 0         | –       | –      | –    | 7           | 1           | 2           | 4       | 0      | –      | 13      | 1      | 2     |
| Atlético Mineiro    | Total         | 47        | 17        | 17        | 2       | 0      | 2    | 21          | 7           | 9           | 10      | 4      | –      | 80      | 28     | 28    |
| Total carieră       | Total carieră | 408       | 160       | 111       | 45      | 16     | 7    | 132         | 44          | 43          | 99      | 53     | 3      | 684     | 273    | 164   |

^Include meciuri și goluri din competițiile statale braziliene și supercupele naționale.

## Cariera internațională
Actualizat la 1 august 2014.
| Echipa națională | Club             | Sezon     | Apar | Goluri |
| ---------------- | ---------------- | --------- | ---- | ------ |
| Brazilia         | Grêmio           | 1999      | 13   | 7      |
| Brazilia         | Grêmio           | 2000      | 5    | 1      |
| Brazilia         | Grêmio           | 2001      | 3    | 1      |
| Brazilia         | Paris SG         | 2001–2002 | 9    | 3      |
| Brazilia         | Paris SG         | 2002–2003 | 9    | 2      |
| Brazilia         | Barcelona        | 2003–2004 | 5    | 2      |
| Brazilia         | Barcelona        | 2004–2005 | 16   | 11     |
| Brazilia         | Barcelona        | 2005–2006 | 8    | 0      |
| Brazilia         | Barcelona        | 2006–2007 | 7    | 2      |
| Brazilia         | Barcelona        | 2007–2008 | 7    | 3      |
| Brazilia         | Milan            | 2008–2009 | 5    | 0      |
| Brazilia         | Milan            | 2009–2010 | 0    | 0      |
| Brazilia         | Milan            | 2010–2011 | 1    | 0      |
| Brazilia         | Flamengo         | 2011      | 5    | 1      |
| Brazilia         | Flamengo         | 2012      | 1    | 0      |
| Brazilia         | Atlético Mineiro | 2013      | 3    | 0      |
| Total            | Total            | Total     | 97   | 33     |

| Meciuri și goluri internaționale | Meciuri și goluri internaționale | Meciuri și goluri internaționale | Meciuri și goluri internaționale | Meciuri și goluri internaționale | Meciuri și goluri internaționale | Meciuri și goluri internaționale                       |
| #                                | Data                             | Stadion                          | Adversar                         | Rezultat                         | Gol                              | Competiția                                             |
| 1999                             | 1999                             | 1999                             | 1999                             | 1999                             | 1999                             | 1999                                                   |
| -------------------------------- | -------------------------------- | -------------------------------- | -------------------------------- | -------------------------------- | -------------------------------- | ------------------------------------------------------ |
| 1.                               | 26 iunie 1999                    | Curitiba, Brazilia               | Letonia                          | 3–0                              | 0                                | Meci amical                                            |
| 2.                               | 30 iunie 1999                    | Ciudad del Este, Paraguay        | Venezuela                        | 7–0                              | 1                                | Copa América 1999                                      |
| 3.                               | 3 iulie 1999                     | Ciudad del Este, Paraguay        | Mexic                            | 2–1                              | 0                                | Copa América 1999                                      |
| 4.                               | 6 iulie 1999                     | Ciudad del Este, Paraguay        | Chile                            | 1–0                              | 0                                | Copa América 1999                                      |
| 5.                               | 15 iulie 1999                    | Ciudad del Este, Paraguay        | Mexic                            | 2–0                              | 0                                | Copa América 1999                                      |
| 6.                               | 24 iulie 1999                    | Guadalajara, Mexic               | Germania                         | 4–0                              | 1                                | Cupa Confederațiilor FIFA 1999                         |
| 7.                               | 28 iulie 1999                    | Guadalajara, Mexic               | Statele Unite                    | 1–0                              | 1                                | Cupa Confederațiilor FIFA 1999                         |
| 8.                               | 30 iulie 1999                    | Guadalajara, Mexic               | Noua Zeelandă                    | 2–0                              | 1                                | Cupa Confederațiilor FIFA 1999                         |
| 9.                               | 1 august 1999                    | Guadalajara, Mexic               | Arabia Saudită                   | 8–2                              | 3                                | Cupa Confederațiilor FIFA 1999                         |
| 10.                              | 4 august 1999                    | Mexico City, Mexic               | Mexic                            | 3–4                              | 0                                | Cupa Confederațiilor FIFA 1999                         |
| 11.                              | 4 septembrie 1999                | Buenos Aires, Argentina          | Argentina                        | 0–2                              | 0                                | Meci amical                                            |
| 12.                              | 7 septembrie 1999                | Porto Alegre, Brazilia           | Argentina                        | 4–2                              | 0                                | Meci amical                                            |
| 13.                              | 9 octombrie 1999                 | Amsterdam, Olanda                | Țările de Jos                    | 2–2                              | 0                                | Meci amical                                            |
| 14.                              | 23 februarie 2000                | Bangkok, Thailanda               | Tailanda                         | 7–0                              | 1                                | 2002 FIFA World Cup qualification                      |
| 15.                              | 28 martie 2000                   | Bogotá, Columbia                 | Columbia                         | 0–0                              | 0                                | 2002 FIFA World Cup qualification                      |
| 16.                              | 28 iunie 2000                    | Rio de Janeiro, Brazilia         | Uruguay                          | 1–1                              | 0                                | 2002 FIFA World Cup qualification                      |
| 17.                              | 26 iulie 2000                    | São Paulo, Brazilia              | Argentina                        | 3–1                              | 0                                | 2002 FIFA World Cup qualification                      |
| 18.                              | 3 septembrie 2000                | Rio de Janeiro, Brazilia         | Bolivia                          | 5–0                              | 0                                | 2002 FIFA World Cup qualification                      |
| 19.                              | 3 martie 2001                    | Pasadena, Statele Unite          | Statele Unite                    | 2–1                              | 1                                | Meci amical                                            |
| 20.                              | 7 martie 2001                    | Guadalajara, Mexic               | Mexic                            | 3–3                              | 0                                | Meci amical                                            |
| 21.                              | 28 martie 2001                   | Quito, Ecuador                   | Ecuador                          | 0–1                              | 0                                | 2002 FIFA World Cup qualification                      |
| 2001–2002                        |                                  |                                  |                                  |                                  |                                  |                                                        |
| 22.                              | 14 noiembrie 2001                | São Luís, Brazilia               | Venezuela                        | 3–0                              | 0                                | 2002 FIFA World Cup qualification                      |
| 23.                              | 27 martie 2002                   | Fortaleza, Brazilia              | Serbia                           | 1–0                              | 0                                | Meci amical                                            |
| 24.                              | 17 aprilie 2002                  | Lisabona, Portugalia             | Portugalia                       | 1–1                              | 1                                | Meci amical                                            |
|                                  | 18 mai 2002                      | Barcelona, Spania                | Catalonia                        | 3–1                              | 2                                | Amical neoficial                                       |
| 25.                              | 25 mai 2002                      | Kuala Lumpur, Malaezia           | Malaezia                         | 4–1                              | 0                                | Meci amical                                            |
| 26.                              | 3 iunie 2002                     | Ulsan, Coreea de Sud             | Turcia                           | 2–1                              | 0                                | 2002 FIFA World Cup                                    |
| 27.                              | 8 iunie 2002                     | Seogwipo, Coreea de Sud          | China                            | 4–0                              | 1                                | 2002 FIFA World Cup                                    |
| 28.                              | 27 iunie 2002                    | Kobe, Japonia                    | Belgia                           | 2–0                              | 0                                | 2002 FIFA World Cup                                    |
| 29.                              | 21 iunie 2002                    | Fukuroi, Japonia                 | Anglia                           | 2–1                              | 1                                | 2002 FIFA World Cup                                    |
| 30.                              | 30 iunie 2002                    | Yokohama, Japonia                | Germania                         | 2–0                              | 0                                | 2002 FIFA World Cup                                    |
| 2002–2003                        |                                  |                                  |                                  |                                  |                                  |                                                        |
| 31.                              | 21 august 2002                   | Fortaleza, Brazilia              | Paraguay                         | 0–1                              | 0                                | Meci amical                                            |
| 32.                              | 20 noiembrie 2002                | Seoul, Coreea de Sud             | Coreea de Sud                    | 3–2                              | 1                                | Meci amical                                            |
| 33.                              | 21 februarie 2003                | Guangzhou, China                 | China                            | 0–0                              | 0                                | Meci amical                                            |
| 34.                              | 29 martie 2003                   | Porto, Portugalia                | Portugalia                       | 1–2                              | 1                                | Meci amical                                            |
| 35.                              | 30 aprilie 2003                  | Guadalajara, Mexic               | Mexic                            | 0–0                              | 0                                | Meci amical                                            |
| 36.                              | 11 iunie 2003                    | Abuja, Nigeria                   | Nigeria                          | 3–0                              | 0                                | Meci amical                                            |
| 37.                              | 19 iunie 2003                    | Saint-Denis, Franța              | Camerun                          | 0–1                              | 0                                | 2003 FIFA Confederations Cup                           |
| 38.                              | 21 iunie 2003                    | Lyon, Franța                     | Statele Unite                    | 1–0                              | 0                                | 2003 FIFA Confederations Cup                           |
| 39.                              | 23 iunie 2003                    | Saint-Étienne, Franța            | Turcia                           | 2–2                              | 0                                | 2003 FIFA Confederations Cup                           |
| 2003–2004                        |                                  |                                  |                                  |                                  |                                  |                                                        |
| 40.                              | 10 septembrie 2003               | Manaus, Brazilia                 | Ecuador                          | 1–0                              | 1                                | Calificările pentru Campionatul Mondial de Fotbal 2006 |
| 41.                              | 18 februarie 2004                | Dublin, Irlanda                  | Irlanda                          | 0–0                              | 0                                | Meci amical                                            |
| 42.                              | 31 martie 2004                   | Asunción, Paraguay               | Paraguay                         | 0–0                              | 0                                | Calificările pentru Campionatul Mondial de Fotbal 2006 |
| 43.                              | 28 aprilie 2004                  | Budapesta, Ungaria               | Ungaria                          | 4–1                              | 1                                | Meci amical                                            |
| 44.                              | 20 mai 2004                      | Saint-Denis, Franța              | Franța                           | 0–0                              | 0                                | Meci amical                                            |
|                                  | 25 mai 2004                      | Barcelona, Spania                | Catalonia                        | 5–2                              | 0                                | Amical neoficial                                       |
| 2004–2005                        |                                  |                                  |                                  |                                  |                                  |                                                        |
| 45.                              | 18 august 2004                   | Port-au-Prince, Haiti            | Haiti                            | 6–0                              | 3                                | Meci amical                                            |
| 46.                              | 5 septembrie 2004                | São Paulo, Brazilia              | Bolivia                          | 3–1                              | 1                                | Calificările pentru Campionatul Mondial de Fotbal 2006 |
| 47.                              | 8 septembrie 2004                | Berlin, Germania                 | Germania                         | 1–1                              | 1                                | Meci amical                                            |
| 48.                              | 9 octombrie 2004                 | Maracaibo, Venezuela             | Venezuela                        | 5–2                              | 0                                | Calificările pentru Campionatul Mondial de Fotbal 2006 |
| 49.                              | 13 octombrie 2004                | Maceió, Brazilia                 | Columbia                         | 0–0                              | 0                                | Calificările pentru Campionatul Mondial de Fotbal 2006 |
| 50.                              | 17 noiembrie 2004                | Quito, Ecuador                   | Ecuador                          | 0–1                              | 0                                | Calificările pentru Campionatul Mondial de Fotbal 2006 |
| 51.                              | 9 februarie 2005                 | Hong Kong                        | Hong Kong                        | 7–1                              | 1                                | Meci amical                                            |
| 52.                              | 27 martie 2005                   | Goiânia, Brazilia                | Peru                             | 1–0                              | 0                                | Calificările pentru Campionatul Mondial de Fotbal 2006 |
| 53.                              | 30 martie 2005                   | Montevideo, Uruguay              | Uruguay                          | 1–1                              | 0                                | Calificările pentru Campionatul Mondial de Fotbal 2006 |
| 54.                              | 5 iunie 2005                     | Porto Alegre, Brazilia           | Paraguay                         | 4–1                              | 2                                | Calificările pentru Campionatul Mondial de Fotbal 2006 |
| 55.                              | 8 iunie 2005                     | Buenos Aires, Argentina          | Argentina                        | 1–3                              | 0                                | Calificările pentru Campionatul Mondial de Fotbal 2006 |
| 56.                              | 16 iunie 2005                    | Leipzig, Germania                | Grecia                           | 3–0                              | 0                                | 2005 FIFA Confederations Cup                           |
| 57.                              | 19 iunie 2005                    | Hanovra, Germania                | Mexic                            | 0–1                              | 0                                | 2005 FIFA Confederations Cup                           |
| 58.                              | 22 iunie 2005                    | Köln, Germania                   | Japonia                          | 2–2                              | 1                                | 2005 FIFA Confederations Cup                           |
| 59.                              | 25 iunie 2005                    | Nürnberg, Germania               | Germania                         | 3–2                              | 1                                | 2005 FIFA Confederations Cup                           |
| 60.                              | 29 iunie 2005                    | Frankfurt, Germania              | Argentina                        | 4–1                              | 1                                | 2005 FIFA Confederations Cup                           |
| 2005–2006                        |                                  |                                  |                                  |                                  |                                  |                                                        |
|                                  | 6 septembrie 2005                | Sevilla, Spania                  | Sevilla FC                       | 1–1                              | 0                                | Amical neoficial                                       |
| 61.                              | 12 octombrie 2005                | Belém, Brazilia                  | Venezuela                        | 3–0                              | 0                                | Calificările pentru Campionatul Mondial de Fotbal 2006 |
| 62.                              | 12 noiembrie 2005                | Abu Dhabi, Emiratele Arabe Unite | Emiratele Arabe Unite            | 8–0                              | 0                                | Meci amical                                            |
|                                  | 30 mai 2006                      | Basel, Elveția                   | FC Lucerne Selection             | 8–0                              | 0                                | Amical neoficial                                       |
| 63.                              | 4 iunie 2006                     | Geneva, Elveția                  | Noua Zeelandă                    | 4–0                              | 0                                | Meci amical                                            |
| 64.                              | 13 iunie 2006                    | München, Germania                | Croația                          | 1–0                              | 0                                | Campionatul Mondial de Fotbal 2006                     |
| 65.                              | 18 iunie 2006                    | München, Germania                | Australia                        | 2–0                              | 0                                | Campionatul Mondial de Fotbal 2006                     |
| 66.                              | 22 iunie 2006                    | Dortmund, Germania               | Japonia                          | 4–1                              | 0                                | Campionatul Mondial de Fotbal 2006                     |
| 67.                              | 27 iunie 2006                    | Dortmund, Germania               | Ghana                            | 3–0                              | 0                                | Campionatul Mondial de Fotbal 2006                     |
| 68.                              | 1 iulie 2006                     | Frankfurt, Germania              | Franța                           | 0–1                              | 0                                | Campionatul Mondial de Fotbal 2006                     |
| 2006–2007                        |                                  |                                  |                                  |                                  |                                  |                                                        |
| 69.                              | 5 septembrie 2006                | London, Anglia                   | Țara Galilor                     | 2–0                              | 0                                | Meci amical                                            |
|                                  | 7 octombrie 2006                 | Kuwait City, Kuweit              | Al Kuwait Selection              | 4–0                              | 0                                | Amical neoficial                                       |
| 70.                              | 10 octombrie 2006                | Stockholm, Suedia                | Ecuador                          | 2–1                              | 0                                | Meci amical                                            |
| 71.                              | 15 noiembrie 2006                | Basel, Elveția                   | Elveția                          | 2–1                              | 0                                | Meci amical                                            |
| 72.                              | 24 martie 2007                   | Göteborg, Suedia                 | Chile                            | 4–0                              | 2                                | Meci amical                                            |
| 73.                              | 27 martie 2007                   | Stockholm, Suedia                | Ghana                            | 1–0                              | 0                                | Meci amical                                            |
| 74.                              | 1 iunie 2007                     | Londra, Anglia                   | Anglia                           | 1–1                              | 0                                | Meci amical                                            |
| 75.                              | 5 iunie 2007                     | Dortmund, Germania               | Turcia                           | 0–0                              | 0                                | Meci amical                                            |
| 2007–2008                        |                                  |                                  |                                  |                                  |                                  |                                                        |
| 76.                              | 22 august 2007                   | Montpellier, Franța              | Algeria                          | 2–0                              | 1                                | Meci amical                                            |
| 77.                              | 9 septembrie 2007                | Chicago, Statele Unite           | Statele Unite                    | 4–2                              | 1                                | Meci amical                                            |
| 78.                              | 12 septembrie 2007               | Boston, Statele Unite            | Mexic                            | 3–1                              | 0                                | Meci amical                                            |
| 79.                              | 14 octombrie 2007                | Bogotá, Columbia                 | Columbia                         | 0–0                              | 0                                | Calificările pentru Campionatul Mondial de Fotbal 2010 |
| 80.                              | 17 octombrie 2007                | Rio de Janeiro, Brazilia         | Ecuador                          | 5–0                              | 1                                | Calificările pentru Campionatul Mondial de Fotbal 2010 |
| 81.                              | 18 noiembrie 2007                | Lima, Peru                       | Peru                             | 1–1                              | 0                                | Calificările pentru Campionatul Mondial de Fotbal 2010 |
| 82.                              | 21 noiembrie 2007                | São Paulo, Brazilia              | Uruguay                          | 2–1                              | 0                                | Calificările pentru Campionatul Mondial de Fotbal 2010 |
| 2008–2009                        |                                  |                                  |                                  |                                  |                                  |                                                        |
| 83.                              | 7 septembrie 2008                | Santiago, Chile                  | Chile                            | 3–0                              | 0                                | Calificările pentru Campionatul Mondial de Fotbal 2010 |
| 84.                              | 10 septembrie 2008               | Rio de Janeiro, Brazilia         | Bolivia                          | 0–0                              | 0                                | Calificările pentru Campionatul Mondial de Fotbal 2010 |
| 85.                              | 10 februarie 2009                | Londra, Anglia                   | Italia                           | 2–0                              | 0                                | Meci amical                                            |
| 86.                              | 29 martie 2009                   | Quito, Ecuador                   | Ecuador                          | 1–1                              | 0                                | Calificările pentru Campionatul Mondial de Fotbal 2010 |
| 87.                              | 1 aprilie 2009                   | Porto Alegre, Brazilia           | Peru                             | 3–0                              | 0                                | Calificările pentru Campionatul Mondial de Fotbal 2010 |

## Palmares
| Grêmio - Copa Sul (1): 1999 - Campeonato Gaúcho (1): 1999 Paris Saint-Germain - Cupa UEFA Intertoto (1): 2001 FC Barcelona - La Liga (2): 2004–05, 2005–06 - Supercupa Spaniei: 2005, 2006 - Liga Campionilor UEFA (1): 2005–06 - FIFA Club World Cup Finalist (1): 2006 Flamengo - Campeonato Carioca (1): 2011 Atlético Mineiro - Campeonato Mineiro (1): 2013 - Copa Libertadores (1): 2013 - Recopa Sudamericana (1): 2014 Brazilia - Copa América (1): 1999 - Campionatul Mondial de Fotbal (1): 2002 - Cupa Confederațiilor FIFA (1): 2005 - Superclásico de las Américas (1): 2011 Brazilia U23 - Turneul Pre-Olimpic CONMEBOL (1): 1999 - Medalia Olimpică de Bronz (1): 2008 Brazilia U17 - Campionatul Sud-American de Fotbal U-17: 1997 - Campionatul Mondial de Fotbal U-17: 1997 | - Golgheterul Cupei Confederațiilor: 1999 - Balonul de Aur la Cupa Confederațiilor: 1999 - Golgheter în Campionatul Statului Rio Grande: 1999 - Echipa Campionatului Mondial 2002: 2002 - FIFA 100 - Trofeul EFE (Cel mai bun jucător latino-american din La Liga): 2004 - Jucătorul anului FIFA: 2004, 2005 - UEFA - Cel Mai Bun Atacant: 2004-05 - Fotbalistul European al anului: 2005 - Jucătorul anului FIFPro: 2005, 2006 - UEFA - Fotbalistul anului: 2005-06 - Component în echipa anului: 2004, 2005, 2006 - FIFPro Cel mai bun fotbalist mondial (1): 2005 - FIFPro World XI (3): 2004–05, 2005–06, 2006–07 - Gheata de Aur (1): 2009 - Bola de Ouro (1): 2012 - Fotbalistul Sud-American al anului (1): 2013 |